# 扬州环境资源职业技术学院
扬州环境资源职业技术学院，是位于江苏省扬州市的一所公办普通专科高校，前身为江苏省扬州农业学校。

## 历史
- 1956年，建立江苏省扬州农业学校。
- 1958年，增办扬州农业专科学校。
- 1959年7月，扬州农业专科学校转入苏北农学院。
- 1962年6月，由于三年大饥荒，暂时停办。
- 1964年7月，复校。
- 文革期间，再次停办。
- 1981年3月，批准复办扬州农校。
- 2002年10月，批准筹建扬州环境资源职业技术学院。
- 2003年，正式批准建立扬州环境资源职业技术学院。

## 专业设置
- 环境科学与工程系
- 资源科学系
- 园林园艺系
- 医学系
- 计算机科学与技术系
- 经济贸易系
- 外语系
- 人文科学系